# Список дворянских родов Тульской губернии
В Тульской губернии дворянская родословная книга начала составляться, во исполнение указа императрицы Екатерины II данной в Жалованной дворянстве грамоте (21 апреля 1785). В первое десятилетие особенно велико было родов внесённых в VI часть, что доказывает, что в Тульской губернии было древнее дворянство, которое и поспешило впервые же года учреждения родословной книги записаться в неё. Рассматривая состав родословной книги, можно заметить, что многие древние роды, вместо VI части, внесены в I-ю, II-ю и III-ю части, вследствие неимения у просителей доказательств о принадлежности их к древним родам, внесённых в VI-ю часть, хотя они носят одинаковые с ними фамилии. Так в родословной книге Тульской губернии внесены роды, которые могли бы быть внесены в VI часть по представлению достаточных доказательств из: I-ой части 15 родов; из II-ой части 100 родов; из III-ей части – 45 родов.
Четвёртая часть составлена неправильно. По закону в неё должны быть внесены только роды, которые перешли из чужих земель с правом на дворянство. Таковых в Тульской губернии набиралось не более 4 родов, а между тем в IV часть Тульской губернии внесено 39 родов, на основании неверно понятого Депутатским собранием и Герольдией представления, что предки их были выехавшими из чужих земель. На этом основании пришлось бы почти все древние роды VI части перенести в IV часть. Таким образом, по справедливости и закону, число древних родов, внесённых в VI часть Тульской дворянской родословной книги, должно было бы увеличено на 199 родов, неправильно состоящих в других частях.

## I часть
- Аладьины
- Артемьевы
- Алексеевы
- Аристовы
- Ахлестышевы
- Баженовы.
- Балашевы.
- Бачмановы.
- Баумгард.
- Безпятовы.
- Фон Берхольц.
- Бер.
- Блаженовы.
- Богурские.
- Бухольцы.
- Беляевы.
- Васильевы.
- Витковские.
- Владычины.
- Волковы.
- Вороновы.
- Гимбуты.
- Глебовы.
- Гоздаво-Годлевские.
- Голиковы.
- Горяиновы.
- Грабовские.
- Грузинцевы.
- Губе.
- Даниловы.
- Дебодан.
- Денисовы.
- Добрынины.
- Дуровы.
- Евреиновы.
- Енютины.
- Есиповы.
- Евтифьевы.
- Жебровские.
- Животовские.
- Закржевские.
- Залесские.
- Звегинцевы.
- Звягины.
- Зеленевы.
- Зыбины.
- Ивановы.
- Игнатьевы.
- Ильинские.
- Карповы.
- Картавцевы.
- Киенские.
- Ключаревы.
- Коносевичи.
- Крашенинниковы-Журавлёвы.
- Крупенниковы.
- Кудрявцевы.
- Кунчеровы.
- Лагочевы.
- Ландины.
- Ланевские.
- Лейкгеръ.
- Лихаревы.
- Лукины.
- Малькевичи.
- Матякины.
- Меншиковы.
- Милоховы.
- Михалевичи.
- Михневы.
- Назаровы.
- Никитины.
- Нудольские.
- Перваго.
- Писаревы.
- Письменные.
- Пиотровские.
- Потаповы.
- Пршилуские.
- Разнатовские.
- Редриковы.
- Рудневы.
- Саблуковы.
- Селивановичи.
- Смирновы.
- Собещанские.
- Стаховичи.
- Стебуты.
- Студеникины.
- Сумароковы.
- Сысоевы.
- Типольты.
- Турбины.
- Фёдоровы.
- Феоктистовы.
- Халкиоповы.
- Хотяинцовы.
- Хрулёвы.
- Чаплыгины.
- Чарторыжские.
- Черкасовы.
- Чернопятовы.
- Чижовы.
- Шахматовы.
- Шварц.
- Шишкины.
- Шульгины.
- Шуцкие.
- Щепотьевы.
- Юний.
- Яковлевы
- Якунины
- Ястрембские

## II часть
- Абариновы
- Авдуловы
- Аверкиевы
- Аверьяновы
- Авловы
- Аврамовы
- Агуреевы
- Адамовичи
- Азбукины
- Аладьины
- Александровы
- Алексеевы
- Алтуховы
- Анджуровы
- Андреевы
- Андреевские
- Андрияновы
- Аникеевы
- Анненковы
- Анфоровы
- Апостоловы
- Арбузовы
- Аргуны
- Аристовы
- Артемьевы
- Арцыбашевы
- Астафьевы
- Афанасьевы
- Афремовы
- Бабичевы
- Бабушкины
- Баженовы
- Базилевичи
- Балашевы
- Барановские
- Баранчеевы
- Бармины
- Бартельсоны
- Бахтинские
- Бахтыревы
- Башмаковы
- Безносовы
- Безсоновы
- Беклемишевы
- Белизаровы
- Бельгард
- Бернард
- Беэр
- Бибиковы
- Блиновские
- Богдановичи
- Бодиско
- Болотовы
- Болталовы
- Большаковы
- Бом
- Фон Боргведель
- Борисовы
- Бородины
- Бородкины
- Бортфельд
- Борятинские
- Брендель
- Бриммер
- Бруннер
- Брюст
- Будачевы
- Буколовы
- Булыгины
- Бунины
- Бунцлер
- Бурмачевские
- Бутовские
- Бухоновские
- Быковы
- Быченские
- Бегичевы
- Белановские
- Беленьковы
- Бельские
- Вагнер
- де-Валуа
- Вансовичи
- Васильевы
- Васильчиковы
- Васюхновы
- Вахрушевы
- фон-Вахтен
- Величковы
- Вельтищевы
- фон-Вернер
- Вершинины
- Вишневы
- Вишневские
- Вишняковы
- Воеводские
- Воейковы
- Волковские
- Волковы
- Воронины
- Гавриловы
- Гагемейстеры
- Гаденко
- Галактионовы
- Галаховы
- Галкины
- Гамалеи
- Гардеевы
- Гартунг
- Герасимовы
- Геркены
- Гессель
- Глазовы
- Глотовы
- Глушковы
- Глебовы
- Говоровы
- Гогебедеоновы
- Гогель
- Голиковы
- Головацкие
- Головины
- Голоушевы
- Голубковы
- Гончар
- Горбатовы
- Гороховы
- Горяиновы
- Горяистовы
- Гофштетер
- Григорьевы
- Гринёвы
- Грицковы
- Гром
- Гросман
- Грузинцевы
- Грушецкие
- Грызловы
- Гувениус
- Гурьевы
- Гусевы
- Давыдовские
- Давыдовы
- Даниловы
- Даровские
- Де-ла-Губле, Маркиз
- Демидовы
- Демьяновы
- Дехтеревские
- Дмитриевы
- Добрынины
- Долгово-Сабуровы
- Домашневы
- Домбровские
- Доссе
- Дохтуровы
- Дренякины
- Дружинины
- Дудолматовы
- Дурново
- Дуровы
- Духанины
- Душак
- Дыдымовы
- Дьяковы
- Дьяченко
- Дедовы
- Детышевы
- Дятковы
- Евдокимовы
- Егоровы
- Елисеевы
- Енютины
- Епишковы
- Ермаковские
- Ершовы
- Есиповы
- Ефановы
- Ефремовы
- Жариновы
- Ждановы
- Желтовы
- Железниковы
- Жеребцовы
- Жилины
- Жихаревы
- Жовпер
- Жоховы
- Жуковские
- Журавлёвы
- Заварзины
- Замятины
- Заревичи
- Зарембо
- Заржецкие
- Зарины
- Зарецкие
- Заслонины
- Засс
- Захаво
- Звегинцевы
- Зверевы
- Звягины
- Земяновские
- Зиновьевы
- Зинодорские
- Злобины
- Золотарёвы
- Зуевы
- Зыбины
- Зюзины
- Иваницкие
- Ивановские
- Ивановы-Белые
- Ивановы
- Ивашкины
- Иващенко
- Игнатьевы
- Извольские
- Измайловские
- Измайловы
- Ильиничи
- Ильины
- Ильинские
- Инюковы
- Исленевы
- Иолкины
- Ионовы
- Казаковы
- Казанские
- Казариновы
- Казассио
- Какорины
- Калакуцкие
- Калита
- Каменские
- Каржавины
- Каризно
- Карины
- Карновичи
- Капрызины
- Картавцевы
- Карцевы
- Кареевы
- Катасоновы
- Качинские
- Качуковы
- Кашерениновы
- Кащеевы
- Кидаловы
- Кирилловы
- Кирюкины
- Киселёвы
- Клечановские
- Ключаревы
- Кнышевы
- Кобеляцкие
- Кобылины
- Козловские
- Козловы
- Козяковы
- Колениус
- Колесниковы
- Колкуновы
- Колофировы
- Колпинские
- Колычевы
- Кондорские
- Кондратьевы
- Коптевы
- Копыловы
- Корженевские
- Коровины
- Королёвы
- Корсак-Кулаженковы
- Костомаровы
- Котовщиковы
- Кочетовы
- Кочуковы
- Кошелевы
- Крамальи
- Крапивины
- Красовские
- Кремешные
- Крутовские
- Крюковы
- Кузовлёвы
- Кулаковы
- Куцен
- Кучины
- Лавровы
- Лазаревы
- Лакс
- Ласковские
- Лебедевы
- Левачевы
- Левашевы
- Левинские
- Левицкие
- Левшины
- Лейбрехт
- Ливенцовы
- Липявко-Половинец
- Лисовские
- Литвиновы
- Лихачёвы
- Лобковы
- Логафет
- Ломакины
- Лугинины
- Лукины
- Львовы
- Летковские
- Любавские
- Любенковы
- Лясковские
- Майлевские
- Макаренковы
- Макшеевы-Машоновы
- Макеевы
- Маляревские
- Мамонтовы
- Мариновы
- Маркины
- Марковы
- Марсочниковы
- Масютины
- Матвеевы
- Матовы
- Матрунины
- Мауриновы
- Медведские
- Медокс
- Межуевы
- Меринские
- Мерц
- Месняевы
- Метвиц
- Мещовы
- Миллеры
- Милоховские
- Милоховы
- Милюковы
- Минины
- Мирковичи
- Михайловы
- Михель
- Михневы
- Михеевы
- Модзелевские
- Моисеенко
- Молтрах
- Мочалкины
- Муромцевы
- Мясоедовы
- Назаровы
- Нарышкины
- Неждановы
- Некрасовы
- Нелюбовы
- Неплюевы
- Нестелеевы
- Нестеровы
- Нееловы
- Никитины
- Никитниковы
- Никифоровы
- Николаевы
- Новицкие
- Новомлинские
- Новосельские
- Обольяниновы
- Огарковы
- Одинцовы
- Одоевневы
- Озеровы
- Ольшамовские
- Ольшевские
- Освальд
- Осецкие
- Ослановы
- Остаповы
- Острецовы
- Павленко
- Павловы
- Пагануцци
- Панины
- Панфёровы
- Парские
- Парчевские
- Паршины
- Пастуховы
- Пеньковы
- Пересветовы
- Переславцовы
- Петровские
- Петровы
- Пиотровские
- Платоновы
- Плужниковы
- Подбельские
- Пожидаевы
- Позняковы
- Поклонские
- Покровские
- Полонские
- Полосковы
- Полонины
- Поляковы
- Пономарёвы
- Поповы
- Пороховщиковы
- Потеляхины
- Потёмкины
- Потуловы
- Преженцовы
- Прокопенковы
- Прокофьевы
- Протасовы
- Протопоповы
- Пузины
- Пучковы
- Пушкины
- Рагоза
- Раевские
- Раздорские
- Ральцевичи
- Редриковы
- Рейнедорфы
- Ремизовы
- Реутовы
- Рибас
- Роговы
- Родионовы
- Роледер
- Романовы
- Романюта
- Ротмистровы
- Рубцовы
- Рудаковы
- Рудневы
- Русановы
- Русовские
- Рутч
- Рыбниковы
- Редькины
- Савельевы
- Савины
- Савицкие
- Сазоновы
- Саломыковы
- Самсоновы
- Сафоновы
- Светницкие
- Свинарские
- Свенторжецкие
- Селивачевы
- Селивановичи
- Селиверские
- Селуанские
- Семёновы
- Сессарские
- Силичи
- Сиротенко
- Скребицкие
- Слатины
- Смолины
- Сназины
- Снежковы
- Снесаревы
- Собко
- Соболевские
- Соболевы
- Соколовы
- Соколовские
- Сокоревы
- Сокольниковы
- Соловьёвы
- Соломыковы
- Сомовы
- Сонцовы
- Сорокины
- Сперанские
- Старцевы
- Стахановы
- Степановы
- Стоговы
- Страховы
- Стреченевские
- Струковы
- Стуловы
- Сурины
- Сурменевы
- Суховиловы
- Сухотины
- Свечкины
- Тагостины
- Тарасевичи
- Тарины
- Татариновы
- Теглевы
- Тепловы
- Терентьевы
- Тереховы
- Терновские
- Тимофеевы
- Тихменёвы
- Томашевские
- Топор-Рабчинские
- Трофимовы
- Трещевы
- Трубицыны
- Трубниковы
- Труневские
- Турчаниновы
- Турчевские
- Тяпковы
- Уминовы
- Ушаковы
- Файницкие
- Фёдоровы
- Федорцовы
- Федосеевы
- Федотовы
- Феоктистовы
- Фере
- Феофиловы
- Фигнер
- Филатовы
- Филатьевы
- Филипповичи
- Фирсовы
- Флюг
- Фридрихс
- Фроловы
- Ханыковы
- Химотченко
- Хлоповы
- Хлюстины
- Холевинские
- Хомяковы
- Хорошавины
- Хотяинцовы
- Хрулёвы
- Хрущовы
- Цвиленевы
- Цветихины
- Цытлидзевы
- Чапкины
- Чекины
- Челищевы
- Чепурины
- Черемисиновы
- Черновы
- Чернопятовы
- Черноусенко
- Чесноковы
- Чихачевы
- Шалимовы
- Шатиловы
- Шекаразины
- Шелемины
- Шельбах
- Шепшины
- Шепелевы
- Шигарт
- Шигорины
- Шидловские
- Шиловы
- Шишкины
- Шкурко
- Шлыковы
- Шляховы
- Шорины
- Шостаковские
- Шрейдер
- Штаден
- Шуберские
- Шубины
- Шумаковы
- Щёголевы
- Щепотьевы
- Щуковы
- Юрловы
- Юрьевы
- Юрченко
- Ягуловы
- Языковы
- Якимахи
- Якимовичи
- Якимовы
- Яковлевы
- Ямышевы
- Янковы
- Януши
- Янышевы
- Яхимовичи

## III часть
- Авдуловские
- Авраховы
- Автономовы
- Агафоновы
- Адамовы
- Александровы
- Алексеевы
- Алехины
- Алтуфьевы
- Ананские
- Ананьевские
- Андреевы
- Аникеевы
- Анохины
- Антипины
- Аранетовы
- Аргамаковы
- Аристовы
- Архангельские
- Арцимовичи
- Асановы
- Ауэрбахи
- Афанасьевы
- Баженовы
- Базилевы
- Бакшеевы
- Барабины
- Баранчеевы
- Барнашевы
- Башкировы
- Безобразовы
- Безперчий
- Безсоновы
- Беккер
- Берс
- Бер
- Бланк
- Богословские
- Болховитиновы
- Борисовы
- Борицкие
- Боровские
- Борщовы
- Боряковы-Филипповичи
- Боуверы
- Бочковские
- Брезгуны
- Будаевы
- Буняковские
- Буцкие
- Буш
- Былим-Колосовские
- Быстровы
- Быховцы
- Белеговичи
- Белобородовы
- Беловы
- Белоголововы
- Беляевы
- Вавиловы
- Варсобины
- Васильевы
- Васильчиковы
- Вейгнер
- Вейсберг
- Вельяминовы
- Верманы
- Верховские
- Вигандт
- Виноградовы
- Витовтовы
- Вицинские
- Вишняковы
- Виолевы
- Власовы
- Вознесенские
- Войнюковы
- Войтовы
- Войт
- Волоцкие
- Волошиновы
- Волтер
- фон-Вонгаз
- Воронецкие
- Вороновичи
- Вороновские
- Вороновы
- Воскресенские
- Гавриловы
- Гаганидзе
- Газенцер
- Гангарт
- Гартман
- Гаярины
- Гедеоновы
- Гензеловичи
- Герман
- Гессе
- Глаголевы
- Гладкие
- Голиковы
- Головины
- Голубковы
- Гороховы
- Грековы
- Григоровы
- Григорьевы
- Громницкие
- Громовы
- Грушецкие
- Гурьевы
- Дараганы
- Давыдовы
- Даниель
- Деменковы
- Денисовы
- Джонс
- Джунковские
- Дмитриевские
- Дмитриевы-Байцуровы
- Добровольские
- Добросклонские
- Довре
- Долинино-Иванские
- Донченко
- Драголь
- Драницыны
- Дружинины
- Дубенские
- Дубровские
- Дудышкины
- Дурново
- Диаконовы
- Дьяковы
- Евдокимовы
- Евреиновы
- Евтюховы
- Егоровы
- Екельн
- Емельяновы
- Ершовы
- Ждановские
- Ждановы
- Жебинские
- Жизневские
- Жуковы
- Журавлёвы
- Завальевские
- Заварзины
- фон-Завацкие
- Замятины
- Захаровы
- Зверевы
- Зелиницыны
- Зерновы
- Зиссерман
- Зоргенфрей
- Зыбины
- Ивановы
- Иванские
- Игнатьевы
- Ильинские
- Ильины
- Иевлевы
- Иордан
- Каблуковы
- Казакевичи
- Казанские
- Калино
- Карауловы
- Каржавины
- Карнильевы
- Карповы
- Картуковы
- Кашменские
- Кедровы
- Кельберлин
- Кен
- Керцелли
- Кирдановские
- Кирилловы
- Кирпотенко
- Клевановы
- Клечановские
- Кнерцер
- Кобылины
- Козловские
- Козловы
- Колениус
- Коленковы
- Колобковы
- Коломийцевы
- Колотовские
- Колпаковы
- Комаровы
- Компанейщиковы
- Конвисаревы
- Кондрашовы
- Конивальские
- Конопацкие
- Корнильевы
- Коровины
- Котляревские
- Крамины
- Крапивины
- Крастилевские
- Кремеровы
- Кривецкие
- Кризе
- Крюнер
- Кругловы
- Крыловы
- Кудрявцевы
- Кулешовы
- Кулындины
- Куприцкие
- Лазаревы
- Лазаренко
- Лапшины
- Лебедевы
- Левицкие
- Ленские
- Ленс
- Леоновы
- Леонтьевы
- Либины
- Лидовы
- Линк
- Липявко-Половинец
- Лонгиновы
- Любимовы
- Любомудровы
- Лукаш
- Лукьянчиковы
- Лукьяновы
- Лясковские
- Мазаровичи
- Макаровы
- Максимовы
- Малыгины
- Марквар
- Марковские
- Мартыновы
- Марчевские
- Масловские
- Масловы
- Матвеевы
- Матрунины
- Матюшенковы
- Мейнгард
- Мельниковы
- Мелиоранские
- Менде
- Мензбир
- Меншиковы
- Меркуловы
- Мерцаловы
- Месняевы
- Милюковы
- Миляевы
- Мирковичи
- Михайловы
- Михель
- Могилевичи
- Мошлятенко
- Монастырёвы
- Моревы
- Моритц
- Мочалкины
- Мягкие
- Мягковы
- Мяловские
- Мячковы
- Надеждины
- Нектаровы
- Нелюбовы
- Немирович-Донченко
- Нечаевы
- Никитины
- Никитниковы
- Николаевы
- Никольские
- Новогородовы
- Носенко
- Носенковы
- Одинцовы
- Озеровы
- Оленины
- Органовы
- Ордынские
- Орлеанские
- Орлинские
- Орловы
- Осиповы
- Павловы
- Пановы
- Параменские
- Патрик
- Пахомовы
- Пашины
- Перепёлкины
- Перцевы
- Пестриковы
- Пестриковские
- Петровы
- Печкины
- Пинские
- Пиняевы
- Письменные
- Плещеевы
- Плотницкие
- Подьяпольские
- Познышевы
- Покровские
- Полибины
- Полонские
- Поляковы
- Померанцевы
- Пономарёвы
- Поповы
- Постниковы
- Потаповы
- Пото
- Преображенские
- Прибиль
- Пробенко
- Прокопович-Антонские
- Прокопорские
- Протасовы
- Протопоповы
- Прудовские
- Пфеллер
- Пьяновы
- Пятницкие
- Раевские
- Разбираевы
- Раздеришины
- Рамашевы
- Рамлинген
- Рапп
- Ребелинские
- Речман
- Ринк
- Ристори
- Рогожины
- Рожалины
- Рождественские
- Розановы
- Романдины
- Романовы
- Романовские
- Романус
- Руанет
- Рудневы
- Резвые
- Рябцовы
- Савельевы
- Савины
- Садовниковы
- Сакварелидзе-Бежановы
- Салтыковы
- Самарины
- Сафайловы
- Сафоновы
- Сахаровы
- Северьяновы
- Селезнёвы
- Сеньковские
- Сенявины
- Сергеевы
- Сильванские
- Ситниковы
- Скребицкие
- Славышенские
- Смирницкие
- Смирновы
- Снарские
- Снесаревы
- Соболевы
- Соколовы
- Сокольниковы
- Солнцевы
- Соловьёвы
- Софистовы
- Соханские
- Спасские
- Ставровские
- Станкеевы
- Степановы
- Страховы
- Струковы
- Струнины
- Сухотины
- Сытины
- Тарасенковы
- Тарбеевы
- Татариновы
- Тележниковы
- Тепфер
- Тимофеевы
- Тихомировы
- Тихоновы
- Токаревские
- Толмачёвы
- Толочановы
- Толубаевы
- Торопчаниновы
- Тресвятские
- Третьяковы
- Троицкие
- Троянские
- Трыновы
- Тургеневы
- Турчаниновы
- Тыдельские
- Тычинины
- Угримовы
- фон-Удом
- Украинцевы
- Ульянинские
- Ульяковы
- Усовичи
- Успенские
- Фаворские
- Федоровичи
- Фёдоровы
- Флеровы
- Фрейсман
- Фрейрейс
- Фурсовы
- князья Ханджери
- Харьковы
- Хитровы
- Хлебниковы
- Хозаковы
- Хотминские
- Хохленковы
- Хрулевы
- Хрущовы-Сокольниковы
- Цветковы
- Цумпфорт
- Целыковские
- Чевские
- Чекины
- Челищевы
- Чернавкины
- Черносвитовы
- Чернявские
- Чижовы
- Чулковские
- Шамаевы
- Шахоловы
- Шевелёвы
- Шевцовы
- Шелонские
- Швецовы
- Шенкнехт
- Шервинские
- Ширмер
- Широковы
- Шишковы
- Шкилевы
- Шлейфер
- Шлыковы
- Шмаровы
- Шпейер
- Шульцы
- Шумаровские
- Шумиловы
- Шумовские
- Щегловы
- Щеколдины
- Щепетьевы
- Щепкины
- Щербачевы
- Щировские
- Эймановы
- Эймонт
- Эйснер
- Юркевичи
- Юрковы
- Якимовичи
- Яковлевские
- Яновские
- Ярошевы

## IV часть
- Арсеньевы
- Бибиковы
- Боборыкины
- Вельяминовы
- Воейковы
- Глебовы
- Даниловы
- Даудовы
- Дурасовы
- Елагины
- Зиновьевы
- Каневские
- Карповы
- Кожины
- Кондыревы
- Крюковы
- Масловы
- бароны Менгдены
- Мясоедовы
- князья Назаровы
- Наумовы
- Новосильцевы
- Разнатовские
- Рахмановы
- Сабуровы
- Сегедии
- Сергеевы
- Сухово-Кобылины
- Тулаевы
- Фуфаевские
- Херодиновы
- Хитрово
- Цитлидзевы
- Шатиловы
- Шидловские
- Юшковы

## V часть
- князья Абамелек-Лазаревы
- графы Барановы
- князья Барятинские
- графы Беннигсены
- графы Бобринские
- бароны Боде
- графы Буксгевдены
- князья Белосельские-Белозерские
- князья Вадбольские
- князья Волконские
- князья Вяземские
- князья Гагарины
- князья Голицыны
- князья Горчаковы
- бароны Дельвиги
- князья Долгоруковы
- князья Друцкие
- князья Еникеевы
- князья Засекины
- графы Келлеры
- князья Козловские
- князья Крапоткины
- графы Коновницыны
- князья Касаткины-Ростовские
- князья Лобановы-Ростовские
- князья Львовы
- бароны Майдели
- князья Мещерские
- князья Мышецкие
- бароны Нольде
- князья Оболенские
- князья Прозоровские
- бароны Розены
- графы Татищевы
- графы Толстые
- князья Трубецкие
- князья Урусовы
- князья Ухтомские
- князья Хилковы
- князья Черкасские
- бароны Черкасовы
- князья Шаховские
- князья Шаховские-Глебовы-Стрешневы
- князья Юсуповы

## VI часть
- Авдуловы
- Авдеевы
- Автамоновы
- Ададуровы
- Аксаковы
- Аладьины
- Албычевы
- Александровы
- Алексеевы
- Алесовы
- Алехины
- Алферовы
- Андреевы
- Анкудовичи
- Анненковы
- Анфоровы
- Аристовы
- Арсеньевы
- Артемьевы-Кареловы
- Артюховы
- Архаровы
- Ассеевы
- Астрецовы
- Афремовы
- Баевы
- Байдиковы
- Байкины
- Байковы
- Бакеевы
- Балакиревы
- Балкашины
- Баратынские
- Бартеневы
- Баршовы
- Барыбины
- Барыковы
- Басаргины
- Басовы
- Баташёвы
- Батурины
- Бахтеяровы
- Безгины
- Безобразовы
- Беспятовы
- Беклемишевы
- Белаго
- Беленьковы
- Белолипские
- Бельковы
- Беляевы
- Бершовы
- Бибиковы
- Боборыкины
- Бобрищевы-Пушкины
- Бобровские
- Бобынины
- Богаевские
- Богдановы
- Болотовы
- Болтенковы
- Борзенковы
- Борисовы
- Бородавкины
- Бородины
- Ботвиньевы
- Брадке
- Бредихины
- Брезгуны
- Бровцыны
- Броневские
- Брусенцовы
- Брыксины
- бароны Будберги
- Буколовы
- Булгаковы
- Бунаковы
- Бунины
- Бунины-Левицкие
- Бурдуковы
- Бурцевы
- Бутеневы
- Бутурлины
- Бухоновы
- Быковы
- Бырдины
- Бялоблоцкие
- Вальцовы
- Варсанофьевы
- Варыпаевы
- Вельяминовы
- Веляшевы
- Вердеревские
- Верещагины
- Ветчинины
- Вечесловы
- Викулины
- Владычины
- Воейковы
- Войнюковы
- Волковы
- Волосатовы
- Воронины
- Воронцовы-Вельяминовы
- Вышеславцевы
- Гагемейстеры
- Гагины
- Гамалеи
- Гамовы
- Гвоздевы
- Гилленшмидты
- Глаголевы
- Гладкие
- Глазовы
- Глебовы
- Глиндзичи
- Глотовы
- Гоконовы
- Голевы
- Голиновские
- Головины
- Голостеновы
- Голубевы
- Гордеевы
- Горсткины
- Горчаковы
- Горяйновы
- Грековы
- Грецовы
- Григоровы
- Гридчины
- Гринёвы
- Грушецкие
- Грызловы
- Губаревы
- Гурьевы
- Давыдовы
- Дайнатовичи
- Даниловы
- Дементьевы
- Дёмины
- Демьяновы
- Денисьевы
- Дмитриевы
- Дмоховские
- Добровольские
- Добрышины
- Докудовские
- Доломановы
- Домашневы
- Доможировы
- Донские
- Дудышкины
- Дуровы
- Дьяковы
- Елагины
- Емельяновы
- Еналеевы
- Епанчины
- Ергольские
- Ермоловы
- Еропкины
- Есиповы
- Ефановы
- Ефимьевы
- Жадовские
- Ждановы
- Жедринские
- Желтухины
- Желябужские
- Жиленковы
- Жилины
- Жихаревы
- Жуковы
- Заборовские
- Заварзины
- Загряжские
- Зайцевы
- Засецкие
- Звегинцевы
- Зворыкины
- Звягины
- Зеге фон Лауренберги
- Зенины
- Зиновьевы
- Змиевы
- Золотухины
- Зубаревы
- Зуевы
- Зыбины
- Иванские
- Иванчины-Писаревы
- Ивашкины
- Игнатьевы
- Иевлевы
- Иевские
- Извольские
- Измайловы
- Ильины
- Исаковы
- Исленевы
- Каверины
- Кадеусы
- Казаковы
- Казяевы
- Калашниковы
- Кандаковы
- Кандауровы
- Кармановы
- Карновичи
- Карпачевы
- Карповы
- Картавые
- Карцевы
- Кареевы
- Катасоновы
- Кашевские
- Кашкины
- Квицинские
- Киреевские
- Киреевы
- Кислинские
- Клишины
- Клотовские
- Князевы
- Кожуховы
- Коленкины
- Колзаковы
- Кологривовы
- Колюпановы
- Кондаковы
- Коптевы
- Копыловы
- Королёвы
- Корочаровы
- Корякины
- Косовы
- Костомаровы
- Кошелевы
- Крапивины
- Красовские
- Кретовы
- Кривцовы
- Кропотовы
- Кругликовы
- Крюковы
- князья Кугушевы
- Кузьмищевы
- Кунтузовы
- Кутеповы
- Лабынцевы
- Лавровы
- Лаговщины
- Ладыженские
- Лазаревичи
- Лазаревы-Станищевы
- Ланские
- Лапатины
- Ларионовы
- Левашевы
- Левицкие-Бунины
- Левшины
- Леонтьевы
- Лермонтовы
- Лизогубы
- Литвиновы
- Лихаревы
- Лобковы
- Ломакины
- Лопухины
- Лосминские
- Лукинские
- Лукины
- Лутовиновы
- Львовы
- Любучениновы
- Ляпуновы
- Макаровы
- Макарьевы
- Максимовы
- Макшеевы-Машоновы
- Мансуровы
- Марковы
- Мартемьяновы
- Масловы
- Матвеевы
- Матрунины
- Машневы
- Межениновы
- Мекки
- Мельгуновы
- Меншиковы
- Меркуловы
- Месняевы
- Метельковы
- Мещериновы
- Милоховы
- Минины
- Михайловские
- Моисеевы
- Молчановы
- Мордвиновы
- Мосоловы
- Муравьёвы
- Муромцевы
- Мясново
- Мясоедовы
- Нармацкие
- Нарышкины
- Наумовы
- Небольсины
- Недзвецкие
- Недобровы
- Нееловы
- Немтиновы
- Нестеровы
- Нечаевы
- Никитины
- Николаевы
- Новиковы
- Новицкие
- Новокщёновы
- Норовы
- Облеуховы
- Обрезковы
- Овсянниковы
- Огарёвы
- Одоевцевы
- Одынцы
- Окуневы
- Олесовы
- Олсуфьевы
- Ордины
- Остаповы
- Остафьевы
- Острецовы
- Офросимовы
- Павловы
- Пановы
- Папоновы
- Паренаго
- Пастуховские
- Пафомовы
- Пашковы
- Пелепелкины
- Пеньковы
- Перхуровы
- Пестовы
- Пестржкевичи
- Петрищевы
- Пироговы
- Пирожковы
- Писаревы
- Писемские
- Племянниковы
- Плоховы
- Плужниковы
- Повалишины
- Повало-Швыйковские
- Подгорецкие
- Пожидаевы
- Позняковы
- Ползиковы
- Поливановы
- Полунины
- Полянские
- Похвисневы
- Пржецлавские
- Прибытковы
- Прокоповичи
- Проселковы
- Протасовы
- Протопоповы
- Пузановы
- Пузынские
- Пузыревские
- Пузыревы
- Пургасовы
- Пушешниковы
- Пущины
- Пьяновы
- Радишевские
- Раевские
- Ратаевы
- Рахмановы
- Рачинские
- Резвые
- Ржевские
- Римские-Корсаковы
- Рогачёвы
- Роговы
- Родичевы
- Романовы
- Ростовцевы
- Ртищевы
- Рудневы
- Русановы
- Руткевичи
- Рыкуновы
- Рылеевы
- Рынвид-Мицкевичи
- Рынкевичи
- Савёловы
- Савенковы
- Сазоновы
- Салтыковы
- Самарины
- Самсоновы-Двойниковы
- Сатины
- Сафоновы
- Сахаровы
- Свербеевы
- Свечины
- Селезневы
- Селиверстовы
- Сенюковы
- Серебряковы
- Симоновы
- Скворцовы
- Скобельцыны
- Скуратовы
- Слепцовы
- Слядневы
- Смальковы
- Смидовичи
- Соболевы
- Соковнины
- Соколовы
- Сомовы
- Сонины
- Сонцовы
- Сорокины
- Спечинские
- Спицыны
- Спокойские-Францевичи
- Стародубцевы
- Стахановы
- Степановы
- Стечкины
- Страховы
- Судейкины
- Сумародские
- Сумароковы
- Сумбуловы
- Сунбуловы
- Сухаревы
- Суховиловы
- Сухотины
- Сущевские-Ракузы
- Сычевы
- Тайдаковы
- Талбузины
- Таракановы
- Татариновы
- Теглевы
- Тейльсы
- Телегины
- Теличеевы
- Теляковские
- Темирязевы
- Темяшевы
- Тепловы
- Тереховы
- Теснинские
- Тесновы
- Тетюревы
- Тиньковы
- Тихменёвы
- Тишениновы
- Токаревы
- Толмачёвы
- Томкеевы
- Трегубовы
- Трещевы
- Тришатные
- Трубниковы
- Труновы
- Трусовы
- Труфановы
- Трухачевы
- Тулениновы
- Тулубьевы
- Тулушевы
- Тумило-Денисовичи
- Тургеневы
- Тутолмины
- Тыртовы
- Тютчевы
- Тяпкины
- Уваровы
- Угриновичи
- Украинцевы
- Ушаковы
- Фаминцыны
- Фёдоровы
- Филатовы
- Филимоновы
- Философовы
- Фроловы
- Фустовы
- Халютины
- Ханыковы
- Харламовы
- Хвицкие
- Хвостовы
- Хвощинские
- Хитрово
- Хлоповы
- Хлуденевы
- Хлусовы
- Хмыровы
- Хомутовы
- Хомяковы
- Хотяинцовы
- Хрипковы
- Хрусловские
- Хрущовы
- Цвиленевы
- Ценины
- Цуриковы
- Цыбульские
- Чапкины
- Чаплыгины
- Чебышёвы
- Челищевы
- Челюсткины
- Черемисиновы
- Черновы
- Чернопятовы
- Черносвитовы
- Чернышевы
- Чеусовы
- Чижи
- Чичаговы
- Шаблыкины
- Шарские
- Шаталовы
- Шатиловы
- Шаховы
- Шеины
- Шеламовы
- Шеншины
- Шепелевы
- Шераповы
- Шереметевы
- Шехавцовы
- Шигорины
- Шиловы
- Шишкины
- Шишковы
- Шишовы
- Шкурко
- Шлыковы
- Шумские[2]
- Шушериновы
- Щелины
- Щепотьевы[3]
- Щербачёвы
- Щетинины
- Щуровы
- Юреневы
- Яблочковы
- Ядыкины
- Языковы
- Якунины
- Яминские
- Яновы
- Яньковы
- Яскловские